# Fédération haïtienne de tennis de table
La Fédération haïtienne de tennis de table (FHTT) est l'instance dirigeante du tennis de table en Haïti. Fondée en 2008 à la suite de la transformation de l'Association haïtienne de tennis de table(AHTT), la FHTT s'engage à promouvoir ce sport à travers des compétitions locales et internationales, ainsi que des initiatives sociales visant l'inclusion et la réinsertion des jeunes. Depuis ses débuts modestes à Jean-Rabel en 1967 jusqu'à l'organisation du tournoi "Haiti Open", la FHTT joue un rôle clé dans le développement du tennis de table en Haïti.

## Histoire
Le tennis de table est arrivé en Haïti en 1960, introduit par un groupe de jeunes de l'élite haïtienne ayant découvert ce sport lors de voyages en Europe.
C'est en 1967 que le tennis de table aurait attiré l'attention des jeunes à Jean-Rabel, grâce à un étudiant revenant de Port-au-Prince avec une passion pour ce sport. Ce dernier utilisa une planche de contreplaqué pour fabriquer une table rudimentaire et improvisa un filet, marquant ainsi les débuts du tennis de table dans cette localité.
Les premières compétitions officielles remontent aux années 90, mais c'est en 2013 que la Fédération haïtienne de tennis de table a organisé son premier championnat national.

### De l'Association à la Fédération
En 1997, l'Association haïtienne de tennis de table (AHTT) a été créée. En 2013, après des changements structurels, elle est devenue la Fédération haïtienne de tennis de table (FHTT). Le Dr Paul Audmar François a été élu président. L'un des objectifs majeurs de la FHTT était de promouvoir la participation des jeunes à travers des compétitions interscolaires et des tournois estivaux.
En 2022, Haïti a fait ses débuts sur la scène internationale lors de la 66e édition du championnat caribéen à Cuba, où les pongistes Donicka Saint-Fleur, Mackentoche Paul et Brayon Azor ont représenté le pays.
L'équipe haïtienne s'est qualifiée pour les Jeux centre-américains et caribéens Salvador 2023, marquant la première fois qu'Haïti aura cinq représentants dans un championnat international.

### Initiatives sociales
En 2017, pour célébrer ses 20 ans, l'AHTT a organisé la "Anniversary Cup 2017" et a lancé un programme de réinsertion sociale pour les jeunes détenus. Plus de cent jeunes prisonniers des centres de Cabaret et de Delmas 33 ont bénéficié de sessions d'entraînement et de matériel de ping-pong, permettant ainsi d'utiliser le sport comme outil de réhabilitation.

## Compétitions internationales
La FHTT organise régulièrement le tournoi "Haiti Open". L'édition de 2024, tenue les 1er et 2 novembre à l'Hôtel Royal Oasis, a accueilli 48 pongistes, dont 43 hommes et 5 femmes. Ce tournoi sert également de préparation pour les éliminatoires des Jeux Panaméricains de la Jeunesse de 2025.

## Partenariats et collaborations
La Fédération Haïtienne de Tennis de Table (FHTT) a établi des partenariats avec diverses fédérations caribéennes pour favoriser l'échange de compétences et la participation aux compétitions régionales. Par exemple, en avril 2022, la FHTT a participé au 20e championnat de tennis Antilles-Guyane organisé par la Ligue de tennis de table de la Martinique, renforçant ainsi ses relations avec les homologues de la zone.